# عبد اللطيف دريان
الشيخ عبد اللطيف فايز دريان  مفتي الجمهورية اللبنانية
تمّ انتخابه خلفًا للمفتي الشيخ محمد رشيد قباني يوم الأحد 10 آب 2014م الموافق ل 13 شوال 1435هـ
وهو يحكم موقعه الرئيس الديني للمسلمين السنّة وممثلهم بهذا الوصف لدى السلطات العامة، وهو الرئيس المباشر لجميع علماء الدين المسلمين والمرجع الأعلى للأوقاف الإسلامية، ويمارس جميع الصلاحيات المقررة له في القوانين والأنظمة الوقفية والشرعية، وهو يجتمع إلى المفتين المحليين في مختلف المناطق اللبنانية ليدرس معهم أحوال المسلمين الدينية والاجتماعية في مناطقهم وشؤون الإفتاء والأوقاف والعلماء ويصدر إليهم التعليمات المقتضاة.

## حياته الخاصة
ولد في بيروت بتاريخ 19 رجب الخير1372هـ، الموافق 3 نيسان 1953م.
متأهل وله أربعة أولاد.

## تحصيله العلميّ
تلقّى دراسته الثانوية الشرعيَّة في أزهر لبنان في بيروت وحصل على الإجازة العالية في الدَّعوة وأصول الدِّين من الجامعة الإسلاميّة في المدينة المنوَّرة عام 1976 بدرجة امتياز مع مرتبة الشرف الأولى، وتابع دراساته العليا في الأزهر الشريف في مصر ودراساته التربويَّة العليا في جامعة عين شمس بالقاهرة حيث استحصل على شهادة الدبلوم في التربية منها بتاريخ 1977م بالإضافة إلى إجازات متعددة في العلوم الإسلامية المتنوعة من علماء افاضل.

## مناصب ومهام
تقّلَد مناصبَ عدَّة:
- مديراً عاماً لمؤسسات الدكتور محمد خالد الاجتماعية عام 1987.
- أمين سرّ مفتي الجمهورية اللبنانية المفتي الشهيد الشيخ حسن خالدعام 1988.
- عضواً في مجلس إدارة أزهر لبنان عام 1989.
- مديراً عاماً للأوقاف الإسلاميّة بالوكالة عام 1990.
- عضواً في لجنة صندوق الزَّكاة في لبنان عام 1990.
- عضواً في المجلس الإداريّ لأوقاف بيروت من العام 1990 ولغاية 1999.
- عضواً في لجنة تدقيق طباعة المصحف الشريف عام 1990.
- قاضي بيروت الشرعيّ عام 1991.
- أمين السِّر الخاص لمفتي الجمهورية اللبنانية الشيخ محمد رشيد قباني عام 1991.
- أستاذاً محاضراً في الدروس الحقوقيّة والأحوال الشخصيّة، وتاريخ التشريع الإسلامي، وأصول الفقه في كلية الحقوق في جامعة بيروت العربية، ومعهد الدراسات الإسلاميّة التابع لجمعية المقاصد الخيريّة الإسلامية في بيروت، وكلية الشريعة الإسلامية في بيروت منذ العام 1998 وحتى العام 2001.
- مشرفاً ومناقشاً على رسائل الماجستير والدكتوراه.
- مستشاراً لدى المحكمة الشرعيّة السنِّية العليا عام 1999.
- عضو الهيئة الشرعيّة لبنك البركة منذ العام 2004.
- عضو الهيئة الشرعيّة لشركة الأمان للتأمين التكافليّ منذ العام 2004.
- رئيساً ومديراً عاماً للمحاكم الشرعيّة السنِّية العليا في لبنان منذ العام 2005.
- رئيساً للمجلس التأديبيّ لموظفي المحاكم الشرعية عام 2005.
- رئيساً لمجلس إدارة صندوق تعاضد قضاة المحاكم الشرعية السنيّة والجعفرية والمذهبية عام2005 و2009.
- عضواً بالمجلس الشرعيّ الإسلاميّ الأعلى منذ العام 2005.
- عضواً في لجنة المعادلات للشهادات الشرعيَّة في المديرية العامة للأوقاف الإسلاميّة عام 2006.
- عضواً في لجنة التَّنمية الوقفيَّة عام 2010.
- رئيس الهيئة الشرعيّة في البنك الإسلاميّ منذ العام2011.
- عضو الهيئة الشرعيّة لشركة إعادة التأمين الإسلامية منذ العام 2011.
- باحث ومشارك في العديد من المؤتمرات والنَّدوات في الدُّول العربيّة والإسلامية والأجنبيَّة.

## مناصب حالية
بحكم منصبه مفتيًا للجمهورية يشغل المناصب التالية:
- رئيس المجلس الشرعي الإسلامي الأعلى.
- رئيس مجلس القضاء الشرعي الأعلى.
- المرجع الأعلى للأوقاف الإسلامية في لبنان.
- الرئيس الأعلى لمؤسسات الدكتور محمد خالد الاجتماعية.
- رئيس جامعة بيروت الإسلامية.

## مؤلفاته
له العديد من المقالات في الصحف والمجلات اللبنانية والعربية إضافة إلى العديد من المؤلفات:
- التبييّن في أحكام تلاوة الكتاب المبُين.
- فقه المواريث في المذاهب والقوانين العربيّة.
- فقه الوصيَّة في المذاهب الإسلاميّة والقوانين العربيّة.
- قضايا وآراء إسلاميّة.